# Limaria loscombi
Limaria loscombi är en musselart som först beskrevs 1823 av G.B. Sowerby. Limaria loscombi ingår i släktet Limaria och familjen filmusslor. Inga underarter finns listade i Catalogue of Life.